# Bucklandiella sudetica
Bucklandiella sudetica là một loài Rêu trong họ Grimmiaceae. Loài này được (Funck) Bednarek-Ochyra & Ochyra mô tả khoa học đầu tiên năm 2003.